# Araucaria montana
Araucaria montana är en barrträdart som beskrevs av Adolphe-Théodore Brongniart och Jean Antoine Arthur Gris. Araucaria montana ingår i släktet Araucaria och familjen Araucariaceae. IUCN kategoriserar arten globalt som sårbar. Inga underarter finns listade i Catalogue of Life.

## Bildgalleri

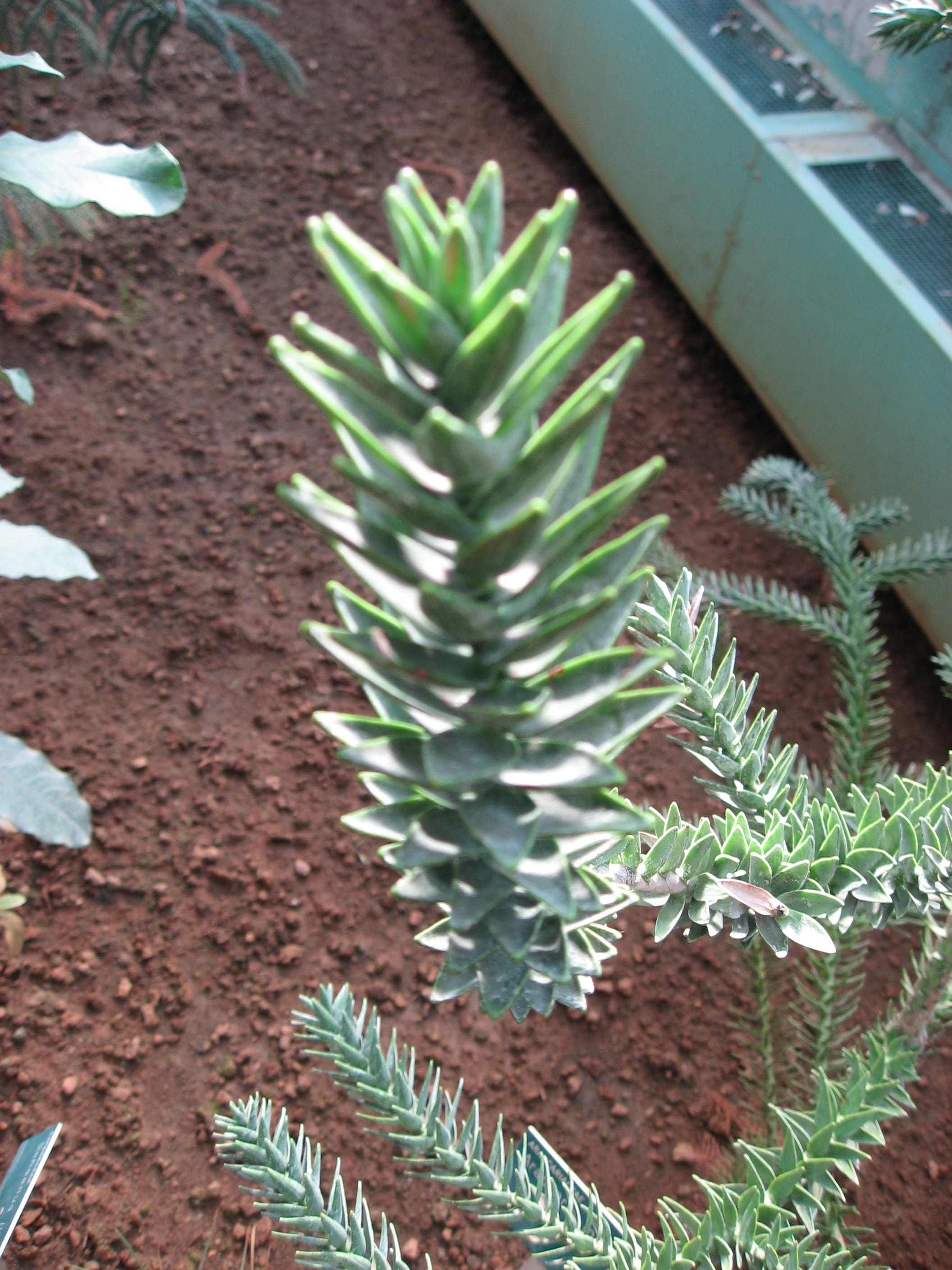
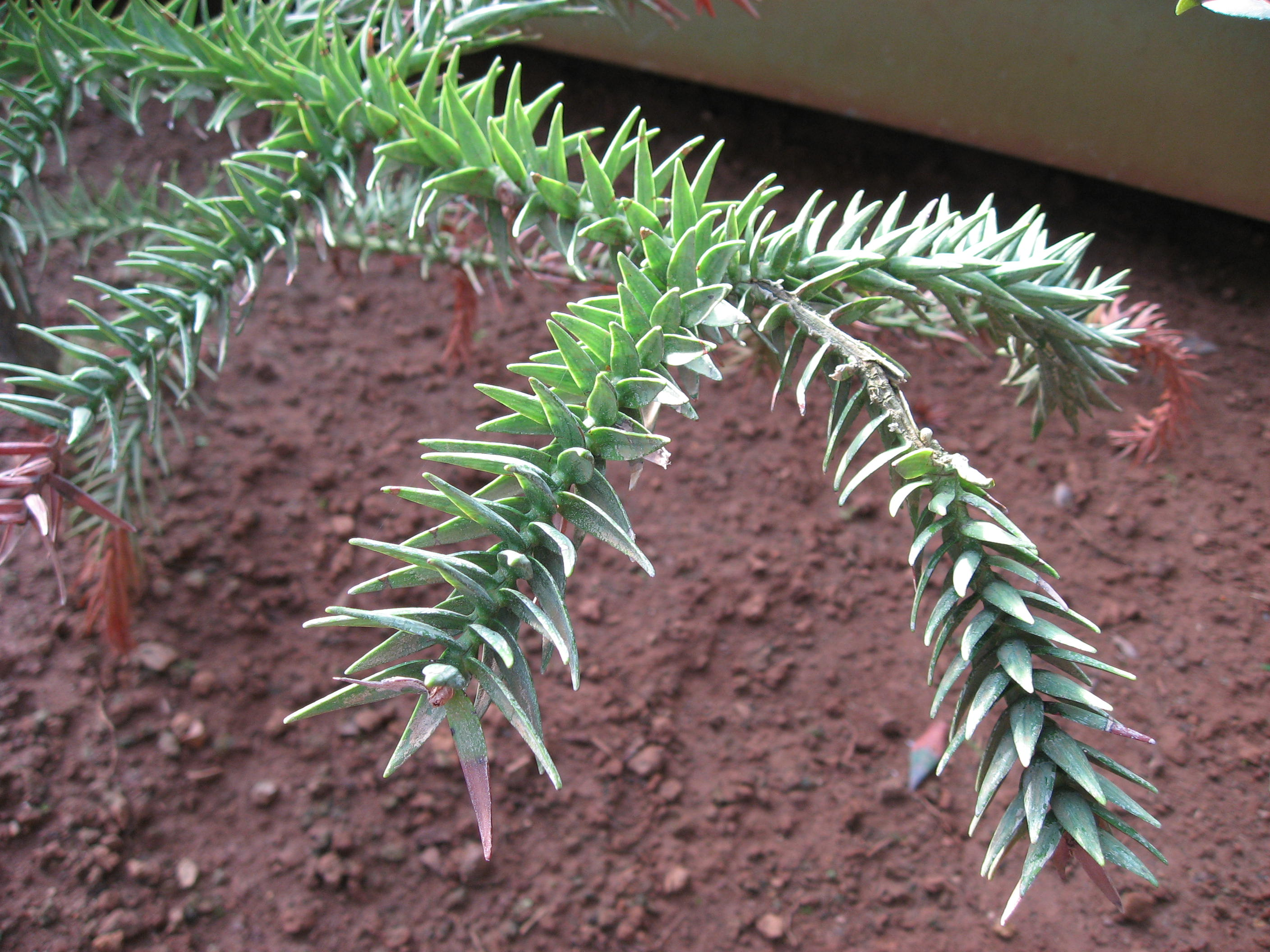
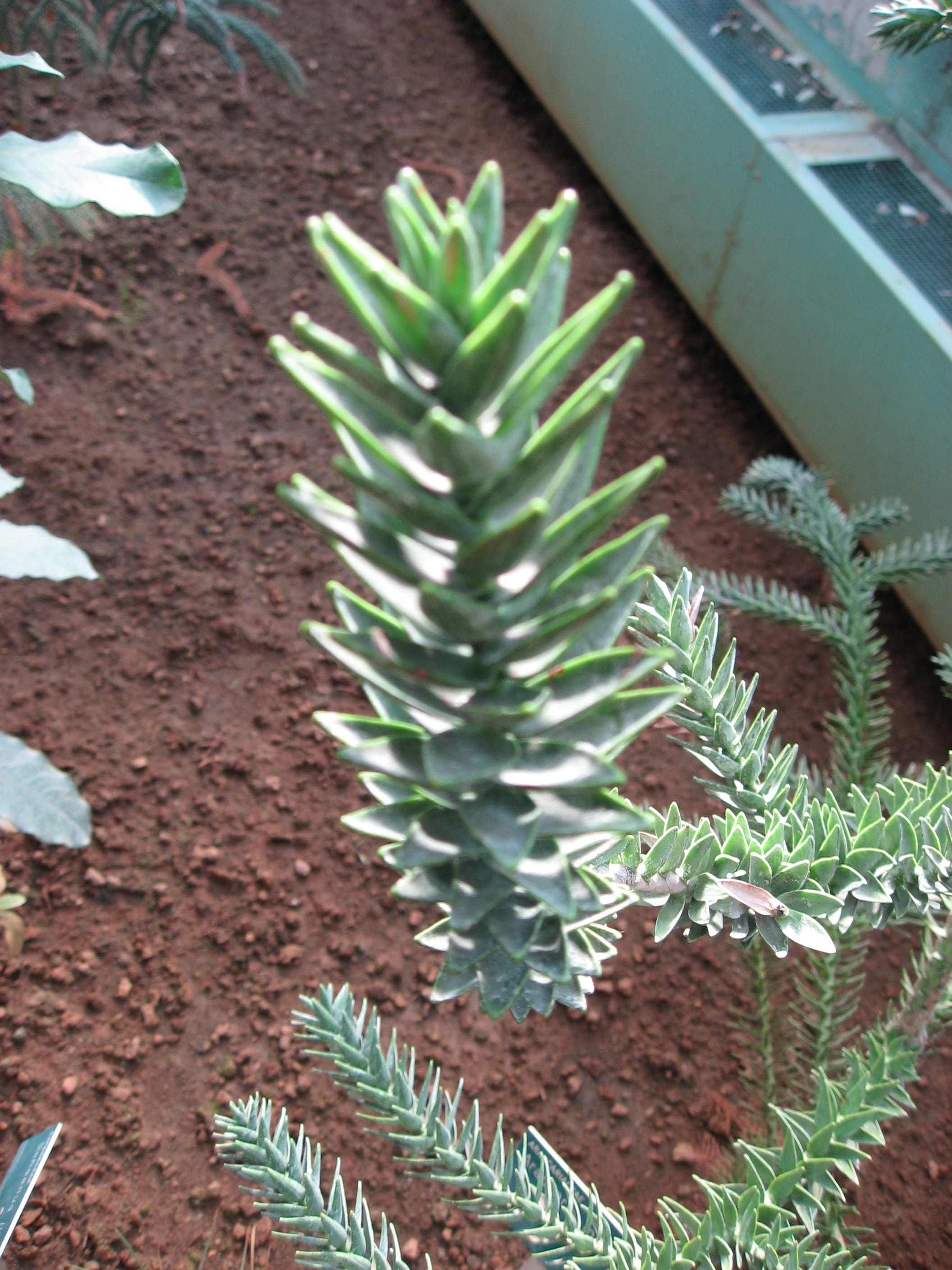
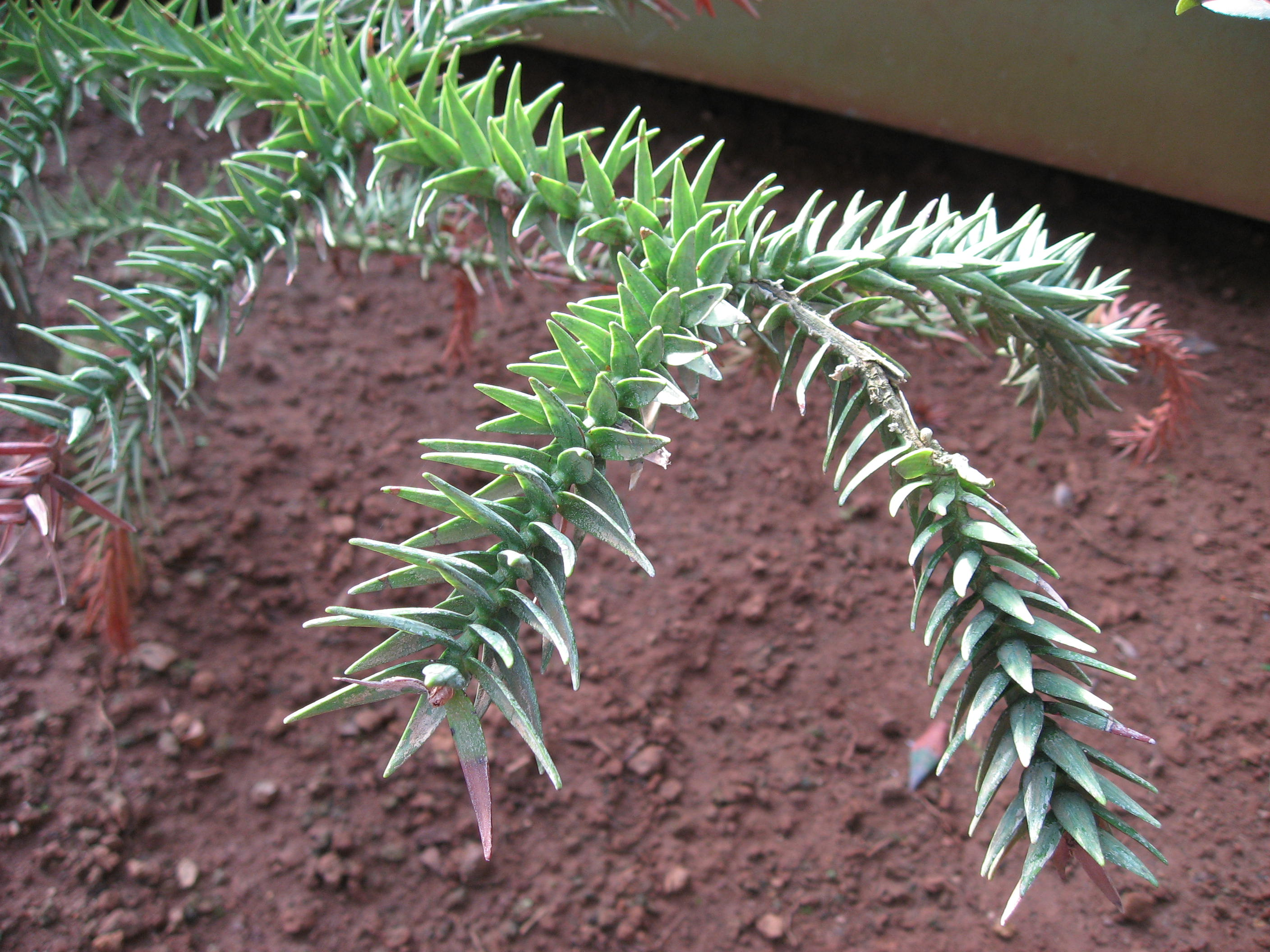